# Cecilia Eudave
Cecilia Eudave (Guadalajara, 1968) es una narradora, ensayista, investigadora y profesora de la Universidad de Guadalajara.
Su narrativa ha sido objeto de estudios sobre lo fantástico contemporáneo en Latinoamérica, la narrativa breve, la literatura fantástica y lo insólito.

## Trayectoria
Cecilia es doctora en lenguas romances por la Universidad Paul Valéry de Montpellier y profesora-investigadora en la Universidad de Guadalajara desde 1991. Sus investigaciones giran en torno al análisis discursivo, la literatura mexicana e hispanoamericana, la literatura fantástica y las poéticas de las brevedad, como la microficción y la novela corta.
Inició su trayectoria en la década de 1990 publicando cuentos en revistas culturales y editoriales independientes. Desde entonces, su obra se ha caracterizado por explorar la hibridez genérica, la construcción de universos inquietantes y la representación de lo insólito. Es considerada una de las autoras representativas de la narrativa mexicana contemporánea que explora lo insólito.
Su trabajo ha sido publicado en antologías publicadas en México, EEUU, Italia, Ecuador y Chile, entre otros países: Los viajeros. 25 años de ciencia ficción mexicana (2010), Antología de microrrelato (2013), El canto de la salamandra. Antología de la literatura brevísima mexicana (2013), No entren al 1408. Antología en español tributo a Stephen King (2014, 2015, 2016, 2017), y en Insólitas. Narradoras de lo fantástico en Latinoamérica y España (2019, Páginas de Espuma). En el 2015 fue incluida en el tomo VII de Sólo cuento de la UNAM que agrupa a los mejores cuentistas de lengua española, y en el 2018 fue distinguida como la compiladora del tomo X de la misma colección. 

### Estilo
Su obra abarca cuento, novela, microrrelato, literatura infantil y juvenil, y ensayo académico, y ha sido traducida a varios idiomas, incluyendo japonés, chino, coreano, italiano, checo, portugués e inglés.

### Influencia
Su narrativa combina lo real y lo inusual como parte de una estética insólita, influenciada por Italo Calvino, Jorge Luis Borges, Elena Garro, Amparo Dávila y otros.

## Obras
Sus microrrelatos, especialmente en Para viajeros improbables y Microcolapsos, se caracterizan por su brevedad, final sorpresivo, experimentación formal y crítica, según análisis académicos.

### Cuento
- Técnicamente humanos (Ediciones del Plenilunio, 1996)
- Invenciones enfermas (Ediciones del Plenilunio, 1996)
- Registro de imposibles (Fondo Editorial Tierra Adentro, 2000)
- Países inexistentes (2004)
- Sirenas de Mercurio (Amargord, 2007)
- Para viajeros improbables (Ediciones Arlequín, 2011)
- Microcolapsos (Paraíso Perdido, 2017; Eolas Ediciones, 2019)
- Con la boca en la mano (Editorial Universidad de Guadalajara, 2019)
- Al final del miedo (Páginas de Espuma, 2021)
- Con la boca en la mano (Universidad de Guadalajara, 2019)

### Novela
- La criatura del espejo (Progreso, 2007)
- Bestiaria vida (Ficticia, 2008)
- El enigma de la esfera (Progreso, 2008)
- Pesadillas al mediodía (Progreso, 2010)
- Aislados (Urano, 2015)
- El verano de la serpiente (Alfaguara, 2022)

### Ensayo
- Aproximaciones. Afinidades, reflexiones y análisis sobre textos culturales contemporáneos (Universidad de Guadalajara, 2004)
- Las batallas desiertas del pensamiento del 68. Acercamiento analítico a Ciudades desiertas de José Agustín (Universidad de Guadalajara, 2004)
- Sobre lo fantástico mexicano (Letra Roja Publisher, 2008)

### Literatura infantil
- Papá Oso (A Buen Paso, 2010)
- Bobot (Castillo, 2018)

## Premios y reconocimientos
Entre los premios y reconocimientos que la autora ha recibido:
- En 2016 obtuvo la distinción Chaire Amérique Latine de l’IPEAT, otorgada por la Universidad de Toulouse Jean Jaurès. [3]
- En 2011, en el marco de la BookExpo America, en Nueva York,  obtuvo la mención honorífica en el 12th Annual International Latino Book Awards por el libro Sobre lo fantástico mexicano, y la Mención honorífica en el 13th Annual International Latino Book Awards por el libro Técnicamente humanos y otras historias extraviadas. Este mismo año obtuvo la mención honorífica en la categoría ensayo literario “Elvira Bermúdez”, convocado por Premios Nacionales de Periodismo y Literatura AMMPE.
- En el 2010 fue finalista del I Premio KIRIKO organizado por los libreros y librerías infantiles de España, quedando el libro Papá oso entre los 10 mejores libros infantiles publicados en España.
- En 2008 ganó el Premio de Novela Corta Juan García Ponce.
- En 2007 obtuvo la mención honorífica en el Certamen Nacional de Poesía Alfonso Reyes con el libro Bestiaria vida.

## Críticas
La crítica ha señalado que su narrativa se inscribe en la tradición de lo fantástico y lo insólito, con influencias del microrrelato contemporáneo y la minificción latinoamericana. Incluso la crítica Carmen Alemany Bay ha dicho que Cecilia es una de las grandes voces de la narrativa de lo inusual, a lo que llama "el universo eudaviano".